# Kammarjunkaren
Kammarjunkaren är en svensk dramafilm från 1914 i regi av John Ekman. 

## Om filmen
Filmen premiärvisades den 14 april 1914 på biograf Röda Kvarn i Stockholm. Filmen spelades in vid Svenska Biografteaterns ateljé på Lidingö med exteriörer från Stockholms omgivningar av Julius Jaenzon. Som förlaga har man en filmidé av Mauritz Stiller. 

## Rollista
- Carlo Wieth – student
- Clara Wieth – jägmästarens dotter
- Justus Hagman – jägmästare
- William Larsson – kammarjunkare
- Stina Berg – jägmästarens husföreståndarinna
- Jenny Tschernichin-Larsson – anställd hos jägmästaren
- Ragnhild Owenberg-Lyche – anställd hos jägmästaren